# NGC 5258

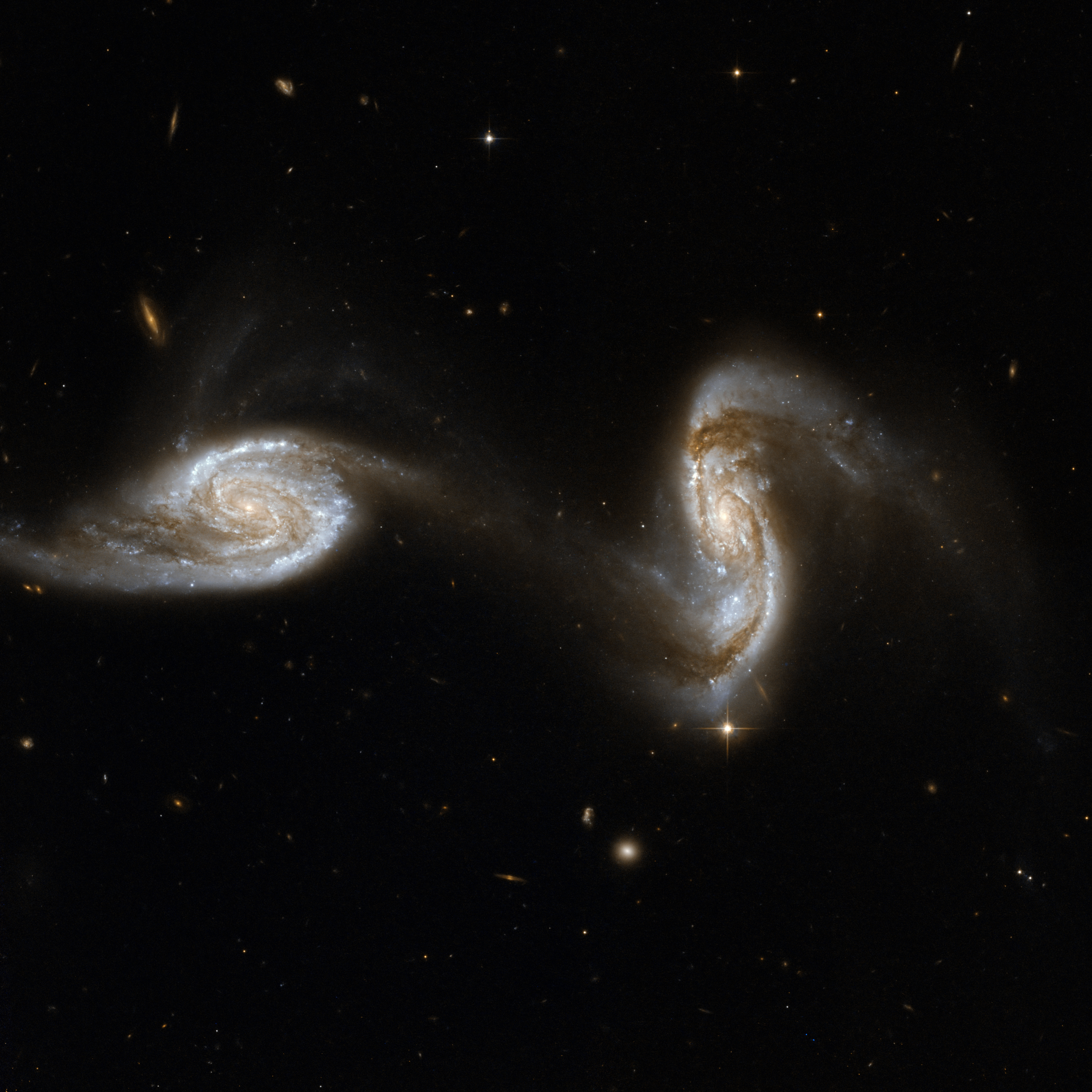
NGC 5257 și NGC 5258.

NGC 5258 este o galaxie spirală aflată în constelația Fecioara. Galaxia interacționează cu o altă galaxie spirală, NGC 5257. Cele două sunt listate împreună ca Arp 240 în catalogul astronomic Atlas of Peculiar Galaxies.